# Cenere vulcanica

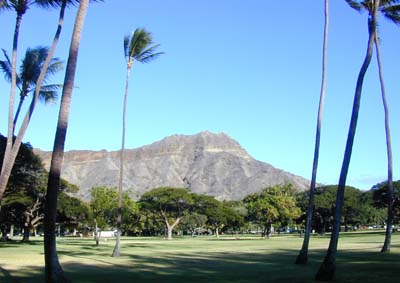
Diamond Head, Waikiki nelle isole Hawaii è un cono di ceneri solidificate in tufo

Le ceneri vulcaniche sono minuscole particelle di rocce e minerali aventi un diametro inferiore ai 2 mm, espulse da coni vulcanici durante le fasi esplosive delle eruzioni vulcaniche: in queste fasi le rocce infatti si frantumano ed il magma si separa in minuscole particelle; come conseguenza del flusso magmatico, durante la fase violenta si generano anche dei vapori (eruzione freatica), mentre parte della roccia solida che circonda il cono eruttivo, a causa del grande calore, viene trasformata in particelle di argilla nelle dimensioni di granelli di sabbia.
La colonna di fumo che spesso si vede durante un'eruzione vulcanica è principalmente composta da ceneri e vapori: tali minuscole particelle possono essere trasportate dal vento per diversi chilometri, fino a formare uno strato di polveri anche a grandi distanze e tale fenomeno viene chiamato cascata di cenere. Si definisce invece tefra l'insieme dei prodotti di un'eruzione una volta giunti a terra le cui dimensioni variano da pochi millimetri fino a qualche centimetro. L'espulsione di una grande quantità di cenere produce anche coni vulcanici e strati che tendono a solidificarsi (vedi pozzolana) in tufo. 

## Caratteristiche

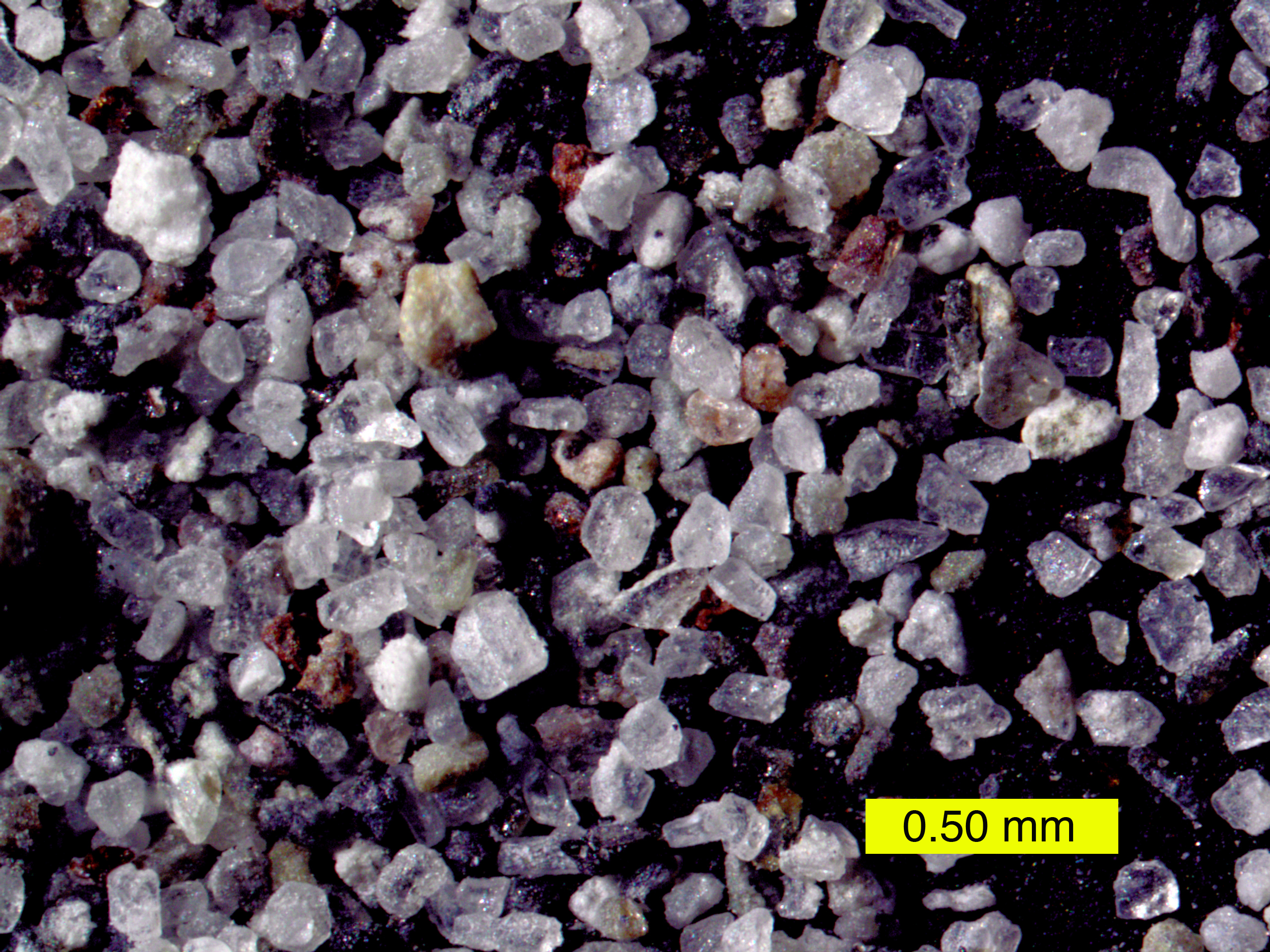
Campione di ceneri vulcaniche

La cenere vulcanica ha una composizione differente dalla cenere che si forma bruciando della legna o altro materiale combustibile. Di solito è dura, abrasiva ma soffice, non si dissolve in acqua, conduce elettricità, specialmente a secco. Durante un importante evento di cascata di cenere, il cielo appare caliginoso o giallo, e può persino oscurarsi del tutto. Tali nubi possono somigliare a nubi temporalesche: spesso sono presenti anche tuoni e fulmini e nell'aria ristagna un intenso odore di zolfo.

## Precauzioni
La cenere vulcanica non è velenosa, ma la sua inalazione può causare problemi a coloro il cui sistema respiratorio è già compromesso a causa di malattie quali l'asma o l'enfisema. La composizione delle ceneri, molto abrasiva, può causare irritazioni e graffi agli occhi. Coloro che indossano lenti a contatto dovrebbero mettere gli occhiali in occasione di eventi del genere. Inoltre la combinazione di ceneri vulcaniche con l'umidità dell'aria può portare alla formazione di una sostanza simile al cemento che intacca i polmoni. Chi si trova coinvolto in eventi del genere dovrebbe dotarsi di filtri per l'aria, vestiti impermeabili e mascherine per la respirazione.
L'evento più devastante che vede anche la presenza di ceneri vulcaniche è chiamato flusso piroclastico. Avviene in tutte quelle eruzioni vulcaniche in cui si crea una sorta di "valanga" di ceneri calde, gas e rocce che fluiscono ad altissima velocità lungo i fianchi del vulcano. È un flusso così veloce a cui è impossibile sfuggire. Nel 1902 la città di Saint-Pierre in Martinica fu distrutta da un flusso piroclastico che uccise più di 29.000 persone.

## Ceneri vulcaniche e l'aviazione
Le ceneri vulcaniche inceppano qualsiasi dispositivo meccanico. Pertanto rappresentano un grande pericolo per qualsiasi aereo che si trova a volargli vicino. Sono documentati moltissimi casi di aeroplani danneggiati a causa dell'incontro con ceneri vulcaniche. Il motore cessa di funzionare, la benzina e l'acqua si intorbidiscono, rendendo necessaria e immediata una riparazione.
Durante l'eruzione vulcanica del 1982 a Galunggung in Indonesia un Boeing 747 della British Airways attraversò una nube di ceneri vulcaniche che inceppò tutti e 4 i motori. L'aereo discese planando come un aliante dalla quota di crociera FL370 (37.000 piedi) alla quota di FL120 (12.000 piedi). In quel momento, usciti dalla nube di cenere vulcanica, i motori ripresero ad accendersi in sequenza, non essendo mai stato interrotto l'afflusso di energia elettrica da parte dell'ingegnere di volo. Il capitano ottenne l'autorizzazione a salire a quota FL150, ma subito fu evidente che la nube era presente anche a quella quota: alcuni motori si piantarono nuovamente. Subito il capitano ridiscese alla quota di sicurezza di FL120, e procedette ad un atterraggio a Jakarta completamente strumentale: il parabrezza era completamente opacizzato a causa della polvere vulcanica. 
L'aereo, sottoposto successivamente a revisione completa, presentò ingenti danni ai motori ad altre parti meccaniche sensibili all'azione della polvere vulcanica.
L'incremento del numero di tali eventi spinse l'industria aeronautica ad un meeting svoltosi nel 1991 per decidere come migliorare la diffusione delle informazioni sugli eventi eruttivi con presenza di ceneri vulcaniche. Venne pertanto creato il Volcanic Ash Advisory Center (VAAC). La Terra fu divisa in nove grandi regioni ognuna delle quali era sede di un VAAC. I VAAC sono organi consultivi e lavorano assieme ai meteorologi, ai vulcanologi e all'industria aeronautica.

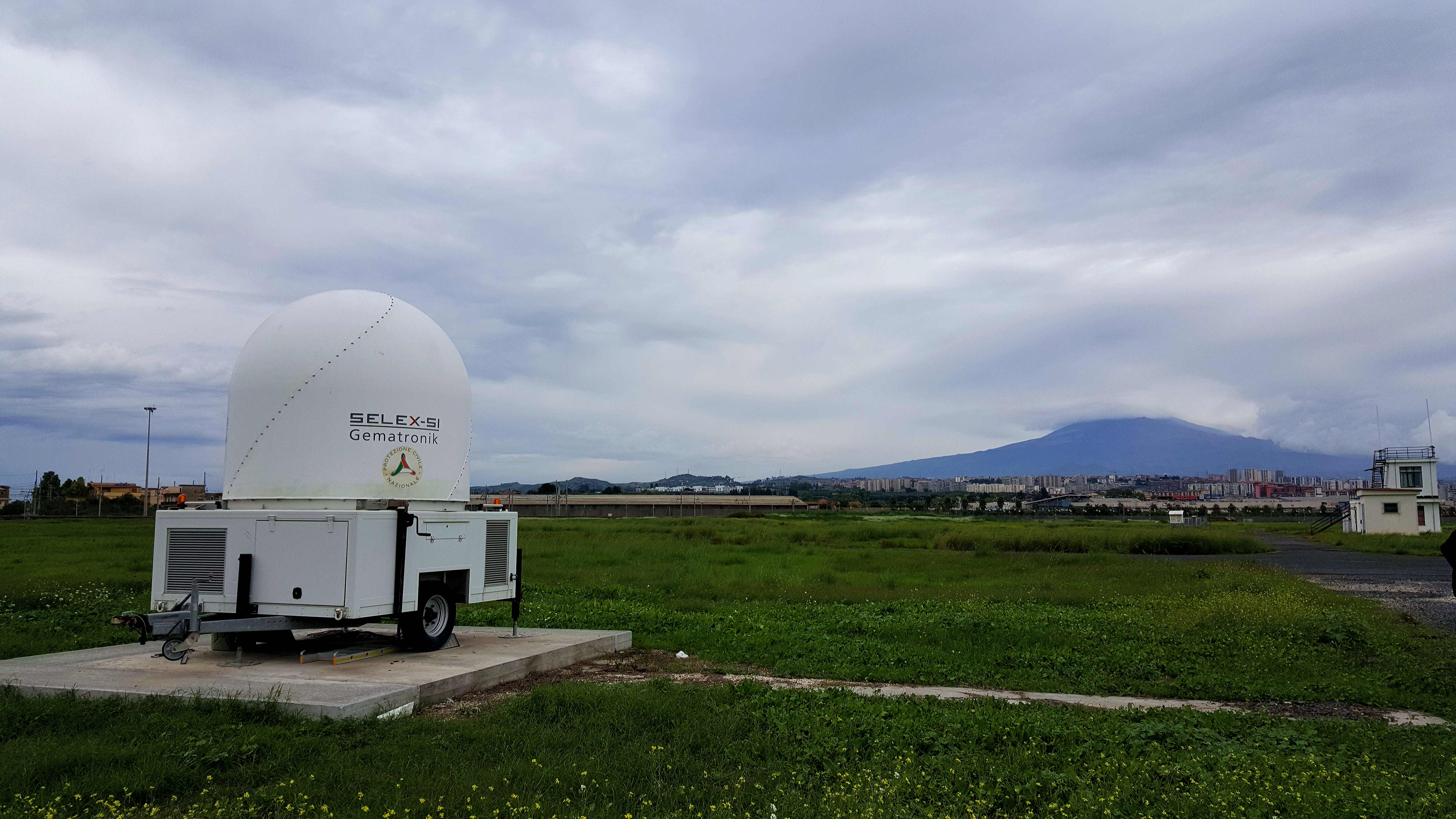
Radar di monitoraggio delle ceneri vulcaniche dell'Etna (sullo sfondo), installato all'Aeroporto di Catania-Fontanarossa dalla Protezione Civile.

Riguardo alle ceneri vulcaniche dell'Etna ed il loro impatto sul traffico aereo, l'Aeroporto di Catania-Fontanarossa - e con esso, il traffico aereo italiano - è soggetto talvolta a limitazioni operative o a temporanee chiusure a causa delle ceneri vulcaniche che possono invadere lo spazio aereo e le piste durante le eruzioni dell'Etna obbligando, per motivi di sicurezza, a dirottare i voli sugli altri aeroporti della regione. Per gestire tale fenomeno, il Dipartimento della Protezione Civile nel gennaio 2010 ha installato nell'air-side dell'aeroporto un innovativo radar in banda X in doppia polarizzazione per il monitoraggio delle nubi di cenere vulcanica emesse dall'Etna, a supporto delle autorità preposte alla regolamentazione e al controllo del traffico aereo.

## Effetti sull'atmosfera
Particelle di ceneri vulcaniche molto sottili possono rimanere sospese nell'atmosfera per diversi anni, propagandosi per tutto il mondo nell'alta atmosfera grazie anche ai venti in quota. Questo materiale sospeso contribuisce spesso alla formazione di spettacolari tramonti, e a particolari fenomeni ottici conosciuti come anelli del vescovo: la cenere forma una corona o una specie di alone che si può osservare attorno al sole.
Le eruzioni maggiori hanno anche alterato significativamente il clima, oscurando il sole (cfr. Aerosol).